# African Network of Medical Excellence

L'ANME è una rete sanitaria creata su iniziativa dell'organizzazione Emergency per garantire cure gratuite e di qualità in Africa.

L'African Network of Medical Excellence (ANME) è una rete sanitaria di eccellenza in Africa, nata nel 2010 su iniziativa dell'organizzazione Emergency con l'obiettivo di creare una serie di strutture mediche gratuite e di eccellenza in tutto il continente africano.

## Storia
Nel 2008 Emergency riunisce i ministri della Sanità di 8 stati africani (Repubblica Centrafricana, Repubblica Democratica del Congo, Egitto, Eritrea, Ruanda, Sierra Leone, Sudan, Uganda) per garantire ai cittadini africani il diritto alla sanità gratuita e di qualità. Viene redatto il "Manifesto per una medicina basata sui diritti umani", che riassume i principi di eguaglianza, qualità e responsabilità sociale cui Emergency fa riferimento.
Sulla base di questo, nel 2010 nasce l'ANME.
Nel 2010 si tiene un incontro a Khartoum, organizzato dal Ministero della Sanità del Sudan e da Emergency, cui partecipano anche i ministri e le autorità sanitarie del Sudan e di altri 10 Paesi africani aderenti all'ANME (Ciad, Egitto, Eritrea, Etiopia, Gibuti, Repubblica Centrafricana, Repubblica Democratica del Congo, Somalia, Uganda). In questa prima conferenza gli Stati si impegnano a migliorare la propria collaborazione regionale.

## Struttura

### Centro Salam di cardiochirurgia
La rete sanitaria prende come modello il Centro Salam di cardiochirurgia, con sede a Khartoum, costruito da Emergency in collaborazione con il Ministero della Sanità del Sudan. Come negli altri centri costruiti o momentaneamente aiutati da Emergency, l'obiettivo è da un lato la cura dei pazienti, dall'altro la formazione del personale locale.
Emergency giustifica la scelta di curare malattie cardiache citando dati forniti dall'Organizzazione Mondiale della Sanità, che riportano queste patologie come la prima causa di mortalità al mondo, con la prevalenza maggiore in Africa.
Il centro Salam è collegato con altri centri pediatrici in cui avvengono missioni di screening e intervento, durante le quali i pazienti di Paesi in cui non esiste una struttura vengono trasferiti, operati e seguiti dopo l'intervento. Questi centri sono a Mayo e Port Sudan (Sudan), Bangui (Repubblica Centrafricana) e Goderich (Sierra Leone).

### Centro di eccellenza in chirurgia pediatrica di Entebbe
Nel 2017 sono cominciati i lavori per la costruzione del Centro di chirurgia pediatrica di Entebbe in Uganda, il secondo centro costitutivo della rete ANME. Al progetto ha collaborato anche l'architetto Renzo Piano. I lavori sono stati completati e l'ospedale è operativo da aprile 2021.

## Premi
Il centro Salam in Sudan ha vinto il premio Aga Khan Award for Architecture, nel 2013 per le soluzioni ecologiche adottate nella costruzione e nell'organizzazione degli ambienti, che includono l'utilizzo della luce naturale, pannelli solari, materiali isolanti speciali e l'utilizzo della vegetazione per il controllo della temperatura esterna.
Nel 2013 il film su otto bambini ruandesi che hanno lasciato le loro famiglie per essere operati nel centro Salam, dal titolo Open Heart e diretto da Kief Davidson è stato candidato al premio Oscar nella categoria "Documentary Short".